# Mul (India)
Mul is een nagar panchayat (plaats) in het district Chandrapur van de Indiase staat Maharashtra. 

## Demografie
Volgens de Indiase volkstelling van 2001 wonen er 22.256 mensen in Mul, waarvan 51% mannelijk en 49% vrouwelijk is. De plaats heeft een alfabetiseringsgraad van 67%. 